# Memoriał Jana Ciszewskiego 1988
Memoriał im. Jana Ciszewskiego 1988 – 6. edycja turnieju żużlowego poświęconego pamięci znanego polskiego komentatora sportowego Jana Ciszewskiego, który odbył się 2 czerwca 1988 roku. Turniej wygrał Eugeniusz Skupień.

## Wyniki
- Stadion Miejski (Rybnik), 2 czerwca 1988

| Msc. | Zawodnik              | Klub           | Pkt  |  |  |
| ---- | --------------------- | -------------- | ---- |  |  |
| 1    | Eugeniusz Skupień     | Rybnik         | 14   |  |  |
| 2    | Mirosław Korbel       | Rybnik         | 12+3 |  |  |
| 3    | Bronisław Klimowicz   | Rybnik         | 12+2 |  |  |
| 4    | Henryk Bem            | Rybnik         | 11   |  |  |
| 5    | Andrzej Huszcza       | Zielona Góra   | 10   |  |  |
| 6    | Zenon Kasprzak        | Leszno         | 9    |  |  |
| 7    | Sławomir Drabik       | Częstochowa    | 9    |  |  |
| 8    | Dariusz Baliński      | Leszno         | 8    |  |  |
| 9    | Bohumil Brhel         | Czechosłowacja | 7    |  |  |
| 10   | Adam Pawliczek        | Rybnik         | 6    |  |  |
| 11   | Ryszard Dołomisiewicz | Bydgoszcz      | 5    |  |  |
| 12   | Krzysztof Zarzecki    | Świętochłowice | 5    |  |  |
| 13   | Jiri Petrasek         | Czechosłowacja | 4    |  |  |
| 14   | Janusz Kapustka       | Tarnów         | 4    |  |  |
| 15   | Janusz Sikoń          | Rzeszów        | 1    |  |  |
| 16   | Bořivoj Hádek         | Czechosłowacja | 0    |  |  |